# Algo con una mujer
Algo con una mujer es una película argentina de suspenso y policial del 2020. Fue dirigida y escrita en conjunto por Mariano Turek y Luján Loioco. Es protagonizada por María Soldi, Manuel Vignau, Abel Ayala y Miriam Odorico.
Es una adaptación libre de la obra teatral La Rosa, escrita por el dramaturgo Julio César Beltzer. Fue estrenada el 18 de junio de 2020 a través del canal de televisión Cine.ar y la plataforma on-demand Cine.ar Play, durante la pandemia de Covid-19.

## Sinopsis
En 1955, inmersa en un contexto político de inestabilidad y violencia en Argentina previo al derrocamiento del peronismo, Rosa, un ama de casa fanática de las historias policiales es testigo de un confuso asesinato. Mientras se siente cada vez más lejana de su esposo, un militante político poco presente en el hogar, deberá afrontar la investigación del crimen, convirtiéndose en la protagonista de su propia historia policial.

## Elenco
- María Soldi como Rosa
- Abel Ayala como Vargas
- Manuel Vignau como Paulino
- Miriam Odorico como Mecha
- Oscar Lápiz como Salcedo